# Rhagodinus incertus
Rhagodinus incertus es una especie de arácnido  del orden Solifugae de la familia Rhagodidae.

## Distribución geográfica
Se encuentra en Etiopía.